# 18499 Showalter
18499 Showalter este o planetă minoră (asteroid) din Mars-crossing asteroid⁠(d). A fost descoperită pe 22 iunie 1996 la Haleakalā de Near Earth Asteroid Tracking. 
Obiectul prezintă o orbită caracterizată de o semiaxă mare de 2,3922708 UAi, o excentricitate de 0,35, o înclinație de 4,28425 ° în raport cu ecliptica.